# Pont del Lledoner
El pont del Lledoner és un viaducte entre els termes municipals de Cervelló i Vallirana (Baix Llobregat) protegit com a bé cultural d'interès local. Construcció civil, potser la més important de la carretera N-340. Té més de 12 arcs carregats sobre sòlides piles que arriben als 30 m d'alçada al fons del torrent, origen de la riera de Rafamans. Uns arcs rebaixats, addicionats posteriorment, ressegueixen a banda i banda el coronament de les robustes arcades semicirculars, obrades amb maó i pedra. El pont del Lledoner té uns 32 metres d'alt i uns 120 metres de llarg. Construït a partir d'arcs de mig punt amb contraforts de secció semicircular. A la part inferior hi té 9 arcs, mentre que a la part superior n'hi podem veure 13. Les obres foren iniciades durant la segona meitat del segle xviii, al regnat de Carles III i acabades a començament del segle xix, sota el regnat de Carles IV

## Història
Cap a mitjans del segle xviii, durant el regnat de Carles III, es va començar a dissenyar el precedent de les modernes vies de comunicació terrestre de la Península. D'aquesta manera una de les principals actuacions previstes va ser el projecte de carreteres que facilités la comunicació entre Madrid i Barcelona i, per aquest motiu, es va procedir a la construcció de la carretera que, provinent de Tarragona i a través del port d'Ordal, permetés una ràpida i fluida comunicació amb el pla de Barcelona i, a la vegada, la que arribava també a Barcelona des de Lleida. Per a poder portar a bon port aquest projecte es van haver de construir dues espectaculars i destacades obres d'enginyeria civil: el pont de Carles III, a Molins de Rei (excepcional pont de 15 arcs aixecat entre 1763 i 1767 sota la direcció de Pedro Martín Cermeño, i demolit l'any 1972) i el pont del Lledoner, a cavall dels termes municipals de Vallirana i Cervelló (Baix Llobregat).
El Pont del Lledoner, a diferència del de Carles III, va tardar gairebé 30 anys a acabar-se donades les majors dificultats orogràfiques del territori, i no va entrar en servei fins al 1802. És una majestuosa construcció projectada, també, pels enginyers militars il·lustrats i format per dos pisos d'arcades, 9 a la part inferior i 13 a la superior, transitables per l'interior per als vianants. És fet en pedra molt ben tallada i té 32 metres d'alçada i 120 de llargada. Un tram de la part superior va ser reconstruït l'any 1939, ja que va ser parcialment enderrocat a les acaballes de la guerra civil però mantenint-se l'originalitat de bona part de l'estructura i arcs. És l'element més destacat que es conserva actualment a Catalunya de l'enginyeria i l'obra pública de l'època de la il·lustració borbònica del segle xviii.